# Lennea modesta
Lennea modesta är en ärtväxtart som först beskrevs av Paul Carpenter Standley och Julian Alfred Steyermark, och fick sitt nu gällande namn av Paul Carpenter Standley och Julian Alfred Steyermark. Lennea modesta ingår i släktet Lennea och familjen ärtväxter. Inga underarter finns listade i Catalogue of Life.